# Hibiscus sturtii
Hibiscus sturtii är en malvaväxtart som beskrevs av William Jackson Hooker. Hibiscus sturtii ingår i Hibiskussläktet som ingår i familjen malvaväxter.

## Underarter
Arten delas in i följande underarter:
- H. s. campylochlamys
- H. s. forrestii
- H. s. grandiflorus
- H. s. platychlamys
- H. s. truncatus

## Bildgalleri

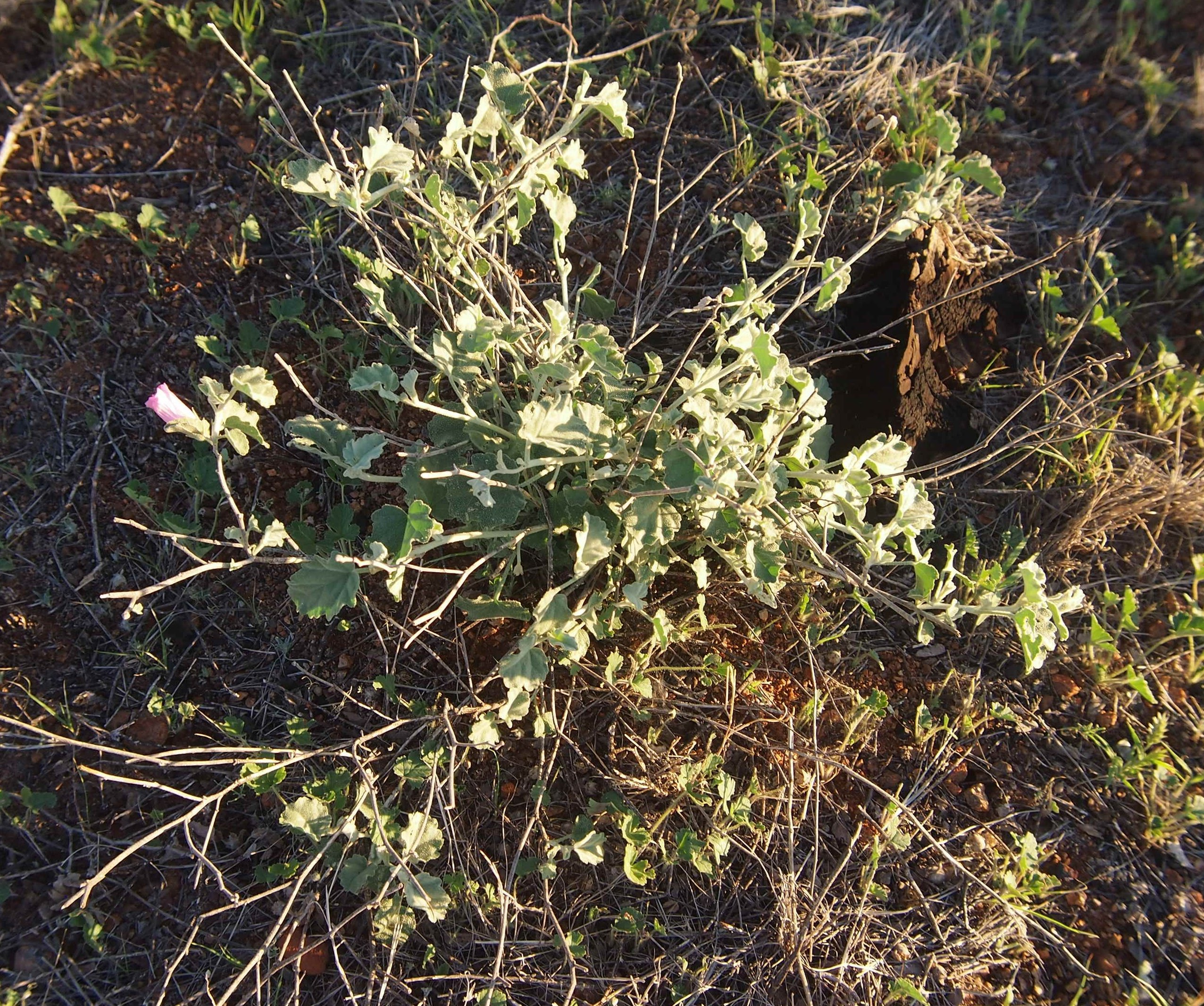
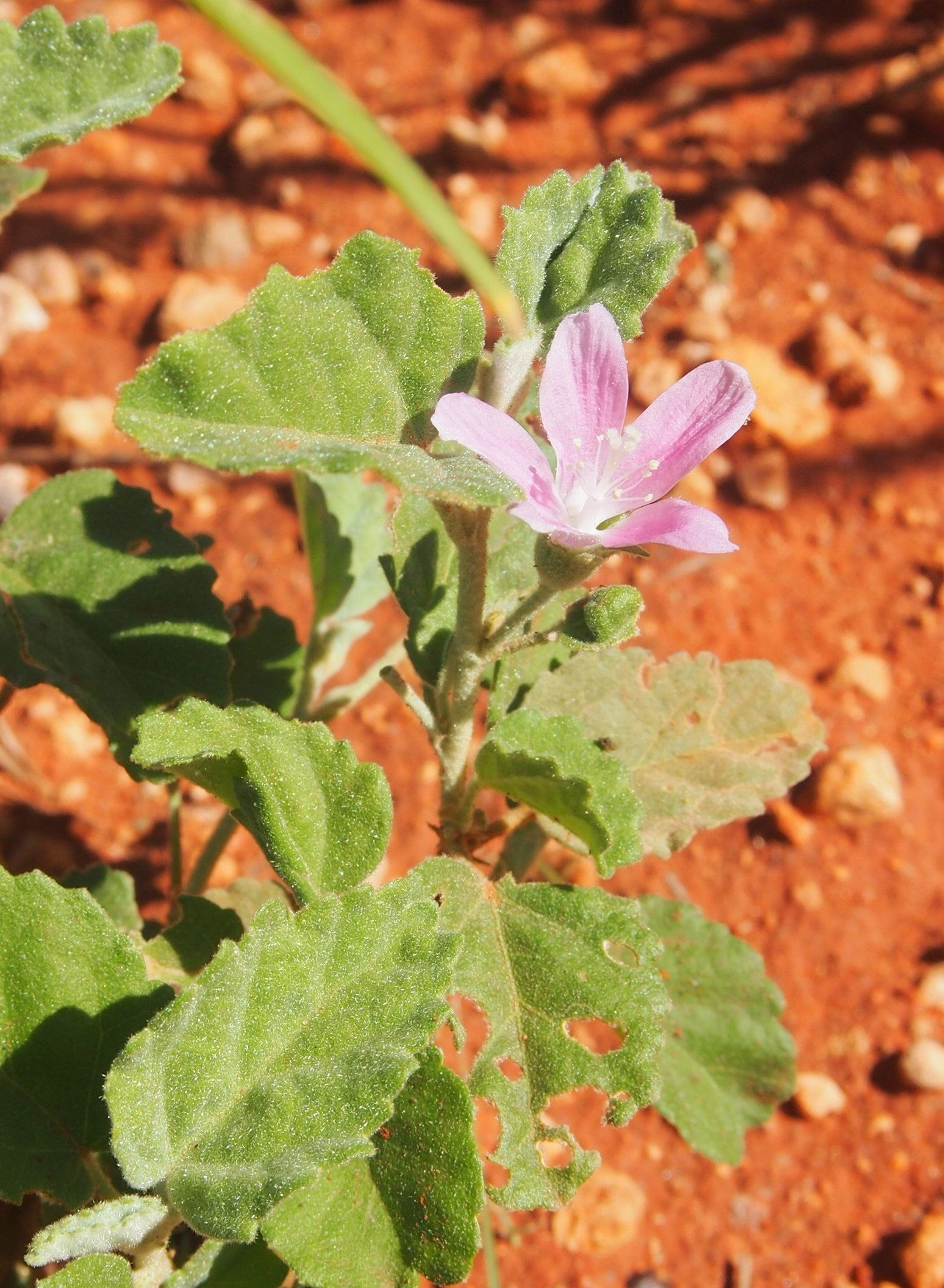
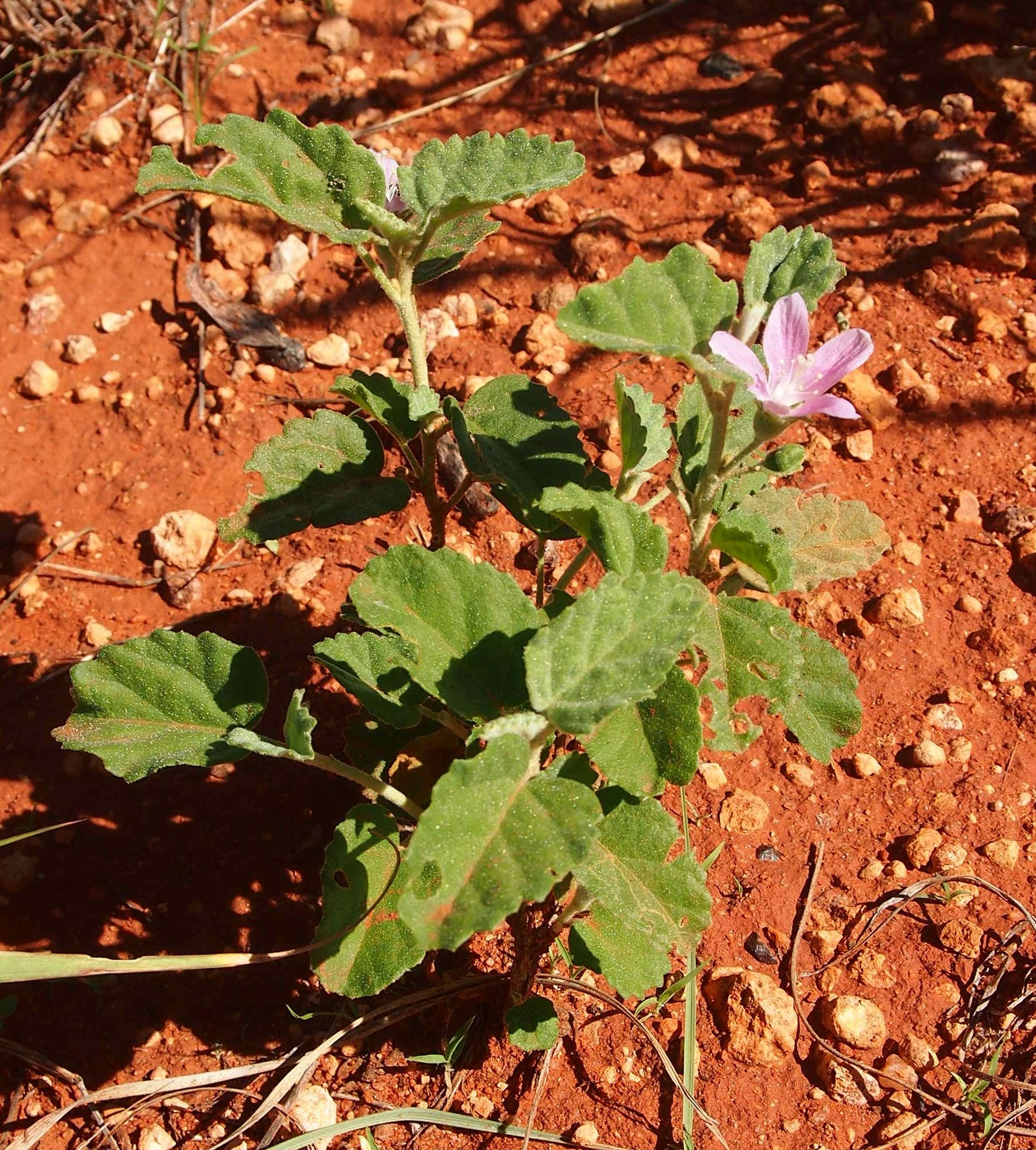